# Морозов Олексій Олексійович
Олексій Олексійович Морозов (рос. Алексей Алексеевич Морозов; 16 лютого 1977, Москва, СРСР) — російський хокеїст, правий нападник. Виступає за «Ак Барс» (Казань) у Континентальній хокейній лізі. Заслужений майстер спорту Росії (1998).

## Кар'єра

### Крила Рад
Починаючи з сезону 1993—1994 років, Олексія почали залучати до ігор за рідну команду «Крила Рад» (Москва). У своєму дебютному сезоні Морозов провів лише 7 поєдинків. Але вже з наступного року він став одним з лідерів команди, за яку і грав до 1997. Влітку 1995 року на драфті національної хокейної ліги, Олексія було обрано в першому раунді під загальним 24 номером командою Піттсбург Пінгвінс.

### Піттсбург Пінгвінс
На початку сезону 1997-98 років хокеїст встиг зіграти за «Крила» лише в шести зустрічах, після чого поїхав в Північну Америку, грати в НХЛ. За «Піттсбург» Морозов провів 7 сезонів, йому пощастило пограти в команді, і навіть в одній ланці, з такими майстрами, як: Маріо Лем'є, Яромир Ягр, Олексій Ковальов, Роберт Ланг, Рон Френсіс, Мартін Страка та ін. Зокрема, певний період часу в команді з Пенсільванії виступала трійка нападу, яку прозвали КЛМ (Ковальов — Лем'є — Морозов). Однак в НХЛ через різні ушкодження в усіх семи заокеанських сезонах Морозов пропускав від 6 до 16 матчів. В сезоні 2002—2003 років він зіграв лише 27 поєдинків, в котрих набрав 25 очок, але травма перекреслила сподівання на продовження успішних виступів. В останньому сезоні в «Піттсбурзі» Олексій встановив власний рекорд результативності, набравши 50 очок.

### Ак Барс
В сезоні 2004—2005 років, під час локауту в НХЛ, багато хокеїстів повернулися грати в свої рідні країни. Так само вчинив і Олексій Морозов підписавши 4-річну угоду з командою Ак Барс, що представляє столицю Республіки Татарстан. У 2005 році місто Казань святкувало 1000 років з дня заснування, тож власники команди не шкодували грошей на запрошення відомив хокеїстів з-за океану, що вимушено простоювали, не маючи можливість грати в НХЛ. Не зважаючи на присутність в команді таких зірок як Венсан Лекавальє, Бред Річардс, Ілля Ковальчук, Дені Хітлі, Олексій Житник та багато інших, саме Морозов став найкращим бомбардиром команди в тому сезоні.

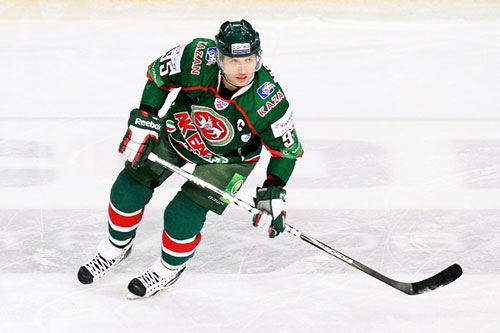

Але, навіть з таким зірковим підсиленням, «барси» не змогли порадувати місто, вболівальників і себе подарунком у вигляді перемоги в першості, поступившись вже в першому раунді плей-оф ярославському Локомотиву з рахунком в серії 1:3.
Локаут закінчився, більшість «зірок» повернулися за океан, а Олексій залишився, і повів барсів до чемпіонства. За підсумками регулярної першості Морозов набрав 49(23+26) очок і посів друге, після Сергія Мозякіна, місце серед бомбардирів. Але ще краще він виступив в плей-оф, за 13 поєдинків закинувши 13 шайб та віддавши 13 гольових пасів, випередивши найближчого переслідувача одразу на дев'ять пунктів. В цих 13 поєдинках на виліт «Барси» поступилися лише одного разу, впевнено перемігши в інших дванадцяти зустрічах і вдруге в історії виграли титул чемпіонів Росії з хокею з шайбою.
За всі сезони проведені в Казані, Олексій щороку ставав найкращим бомбардиром команди. В ці роки в казанському клубі утворилася прекрасна трійка нападу: Заріпов, Зинов'єв, Морозов, яку в хокейних колах називали ЗЗМ.
В першому в історії сезоні КХЛ, що відбувся в 2008-09 роках, капітан «барсів» Морозов посів третє місце в списку бомбардирів регулярної першості. В плей-оф хокеїст набрав 19(8+11) очок в 21 матчі і в чергове посів перше місце серед бомбардирів в матчах на виліт. Але найбільший вклад в загальний успіх команди відбувся в сьомому, вирішальному поєдинку фінальної серії першого розіграшу кубка Гагаріна: на 51-й хвилині зустрічі, за нічийного рахунку, Олексій закинув єдину в матчі шайбу і допоміг казанцям здобути трофей.
Влітку 2013 року перейшов до московського ЦСКА.

## Статистика
Останнє оновлення: по завершенні сезону 2012/13
| Сезон                        | Клуб                         | Ліга                         | Регулярна першість           | Регулярна першість           | Регулярна першість           | Регулярна першість           | Плей-оф | Плей-оф | Плей-оф | Плей-оф |
| Сезон                        | Клуб                         | Ліга                         | І                            | Г                            | П                            | О                            | І       | Г       | П       | О       |
| ---------------------------- | ---------------------------- | ---------------------------- | ---------------------------- | ---------------------------- | ---------------------------- | ---------------------------- | ------- | ------- | ------- | ------- |
| 1993-1994                    | «Крила Рад» (Москва)         | МХЛ                          | 7                            | 0                            | 0                            | 0                            | -       | -       | -       | -       |
| 1994-1995                    | «Крила Рад» (Москва)         | МХЛ                          | 48                           | 15                           | 12                           | 27                           | -       | -       | -       | -       |
| 1995-1996                    | «Крила Рад» (Москва)         | МХЛ                          | 47                           | 12                           | 9                            | 21                           | -       | -       | -       | -       |
| 1996-1997                    | «Крила Рад» (Москва)         | Суперліга                    | 44                           | 21                           | 11                           | 32                           | -       | -       | -       | -       |
| 1997-1998                    | «Крила Рад» (Москва)         | Суперліга                    | 6                            | 2                            | 1                            | 3                            | -       | -       | -       | -       |
| 1997-1998                    | «Піттсбург Пінгвінс»         | НХЛ                          | 76                           | 13                           | 13                           | 26                           | 6       | 0       | 1       | 1       |
| 1998-1999                    | «Піттсбург Пінгвінс»         | НХЛ                          | 67                           | 9                            | 10                           | 19                           | 10      | 1       | 1       | 2       |
| 1999-2000                    | «Піттсбург Пінгвінс»         | НХЛ                          | 68                           | 12                           | 19                           | 31                           | 5       | 0       | 0       | 0       |
| 2000-2001                    | «Піттсбург Пінгвінс»         | НХЛ                          | 66                           | 5                            | 14                           | 19                           | 18      | 3       | 3       | 6       |
| 2001-2002                    | «Піттсбург Пінгвінс»         | НХЛ                          | 72                           | 20                           | 29                           | 49                           | -       | -       | -       | -       |
| 2002-2003                    | «Піттсбург Пінгвінс»         | НХЛ                          | 27                           | 9                            | 16                           | 25                           | -       | -       | -       | -       |
| 2003-2004                    | «Піттсбург Пінгвінс»         | НХЛ                          | 75                           | 16                           | 34                           | 50                           | -       | -       | -       | -       |
| Всього в НХЛ                 | Всього в НХЛ                 | Всього в НХЛ                 | 451                          | 84                           | 135                          | 219                          | 39      | 4       | 5       | 9       |
| 2004-2005                    | «Ак Барс» (Казань)           | Суперліга                    | 58                           | 20                           | 26                           | 46                           | 4       | 0       | 1       | 1       |
| 2005-2006                    | «Ак Барс» (Казань)           | Суперліга                    | 51                           | 23                           | 26                           | 49                           | 13      | 13      | 13      | 26      |
| 2006-2007                    | «Ак Барс» (Казань)           | Суперліга                    | 53                           | 34                           | 49                           | 83                           | 12      | 2       | 11      | 13      |
| 2007-2008                    | «Ак Барс» (Казань)           | Суперліга                    | 57                           | 30                           | 33                           | 63                           | 10      | 4       | 7       | 11      |
| Всього в МХЛ і суперлізі     | Всього в МХЛ і суперлізі     | Всього в МХЛ і суперлізі     | 371                          | 158                          | 167                          | 325                          | 50      | 19      | 40      | 59      |
| 2008-2009                    | «Ак Барс» (Казань)           | КХЛ                          | 49                           | 32                           | 38                           | 70                           | 21      | 8       | 11      | 19      |
| 2009-2010                    | «Ак Барс» (Казань)           | КХЛ                          | 41                           | 22                           | 19                           | 41                           | -       | -       | -       | -       |
| 2010-2011                    | «Ак Барс» (Казань)           | КХЛ                          | 53                           | 21                           | 35                           | 56                           | 9       | 5       | 4       | 9       |
| 2011-2012                    | «Ак Барс» (Казань)           | КХЛ                          | 53                           | 21                           | 29                           | 50                           | 5       | 4       | 2       | 6       |
| 2012-2013                    | «Ак Барс» (Казань)           | КХЛ                          | 51                           | 12                           | 26                           | 38                           | 18      | 9       | 6       | 15      |
| 2013-2014                    | ЦСКА (Москва)                | КХЛ                          |                              |                              |                              |                              |         |         |         |         |
| Всього в КХЛ                 | Всього в КХЛ                 | Всього в КХЛ                 | 256                          | 112                          | 152                          | 264                          | 71      | 28      | 33      | 61      |
| Всього на чемпіонатах світу  | Всього на чемпіонатах світу  | Всього на чемпіонатах світу  | Всього на чемпіонатах світу  | Всього на чемпіонатах світу  | Всього на чемпіонатах світу  | Всього на чемпіонатах світу  | 52      | 19      | 21      | 40      |
| Всього на Олімпійських іграх | Всього на Олімпійських іграх | Всього на Олімпійських іграх | Всього на Олімпійських іграх | Всього на Олімпійських іграх | Всього на Олімпійських іграх | Всього на Олімпійських іграх | 10      | 4       | 2       | 6       |

## Нагороди
- Чемпіон світу з хокею з шайбою 2008, 2009
- Найцінніший гравець чемпіонату світу з хокею з шайбою 2007
- Володар кубка Гагаріна 2009, 2010
- Найкращий гравець молодіжного чемпіонату світу 1997

## Державні нагороди
- Медаль ордена «За заслуги перед Вітчизною» II ступеня (30 червня 2009 року) — за великий внесок у перемогу національної збірної Росії з хокею з шайбою на чемпіонатах світу 2008 та 2009 років.[2]